# Mallory Burdette
Mallory Burdette (ur. 28 stycznia 1991 w Jackson) – amerykańska tenisistka.
Zadebiutowała w 2006 roku w turnieju wielkoszlemowym US Open w grze podwójnej (w parze z siostrą Lindsay Burdette). Zagrała tam dzięki dzikiej karcie, przyznanej przez organizatorów, ale odpadła w pierwszej rundzie. W 2011 roku ponownie zagrała na kortach USTA Billie Jean King National Tennis Center, tym razem w parze z Hilary Barte, gdzie osiągnęła drugą rundę. Największy sukces na tym turnieju osiągnęła w 2012 roku w grze pojedynczej, gdzie dotarła do trzeciej rundy, eliminując po drodze Timeę Bacsinszky i Lucie Hradecką. Sukces ten pozwolił jej na wejście do drugiej setki światowego rankingu, na miejsce 159.
Na swoim koncie ma także wygrane dwa turnieje singlowe rangi ITF.
Z powodu kontuzji ramienia po sezonie 2014 zawiesiła karierę.

## Wygrane turnieje singlowe
|    | Data       | Turniej    | Kat. | ($)     | Naw.   | Finalistka     | Wynik    |
| 1. | 22/07/2012 | Evansville | ITF  | 10 000  | twarda | Duan Yingying  | 6:1, 6:2 |
| 2. | 05/08/2012 | Vancouver  | ITF  | 100 000 | twarda | Jessica Pegula | 6:3, 6:0 |

## Finały juniorskich turniejów wielkoszlemowych

### Gra podwójna (1)
| Końcowy wynik | Rok  | Turniej | Nawierzchnia | Partnerka       | Przeciwniczki                 | Wynik finału |
| Finalistka    | 2008 | US Open | Twarda       | Sloane Stephens | N. Lertcheewakarn Sandra Roma | 0:6, 2:6     |